# Castua
Castua (in croato Kastav) è una città medioevale di 10 265 abitanti posta su una collina nei pressi della città di Fiume, nella regione storica della Liburnia.

## Storia

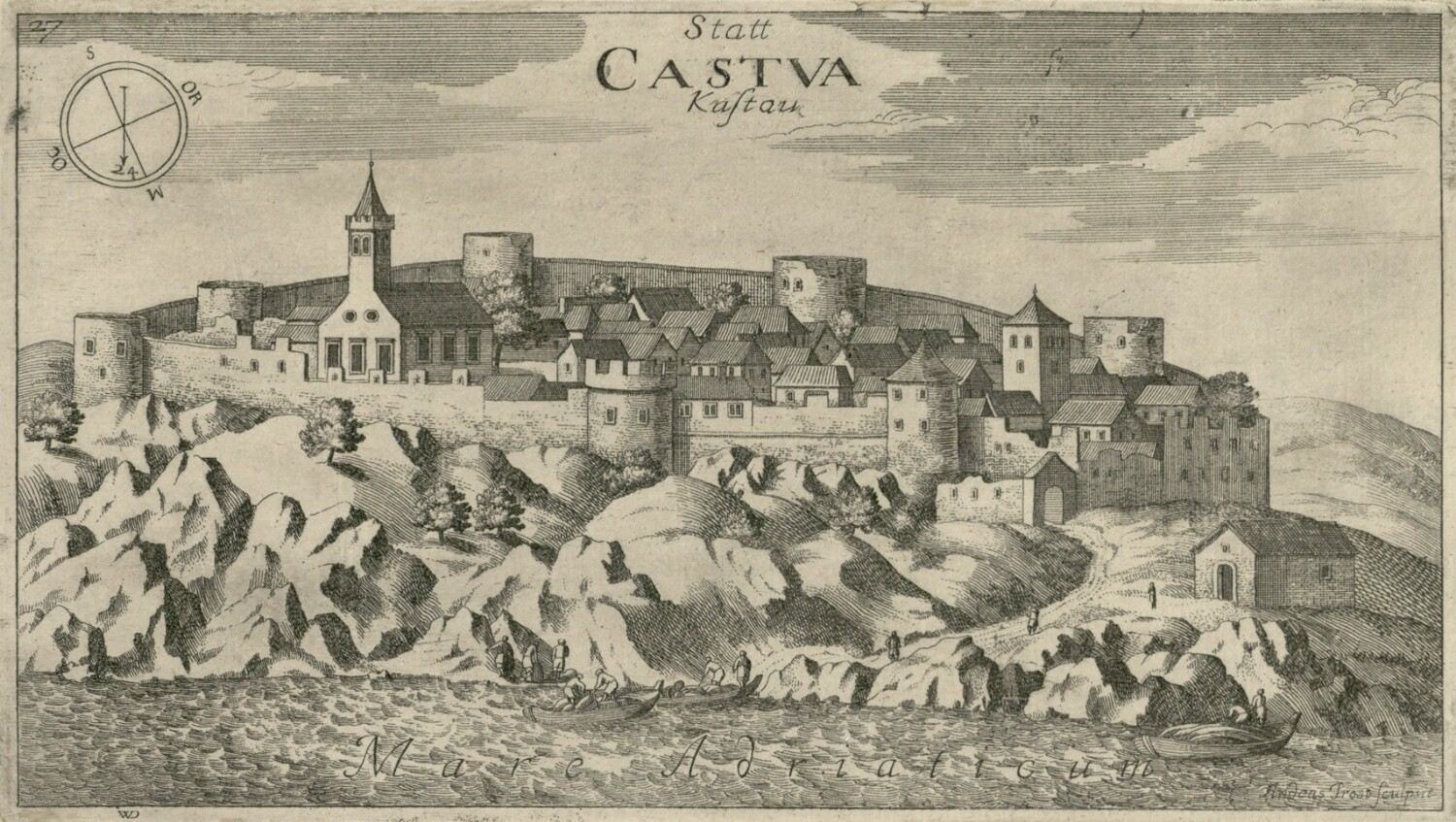
Castua nel 1679 nella carta dello scienziato Johann Weichard von Valvasor.

Molto probabilmente già sito fortificato illirico (della tribù dei Liburni o dei Giapidi), fu per certo un castrum romano e proprio da questo termine derivano il nome italiano Castua sia quello croato Kastav. 
A partire dal VII secolo d.C. e ripetutamente nei secoli successivi, si stabilirono nel territorio le prime popolazioni slave dei croati (ma non mancano tracce anche di una marginale influenza slovena).
Ebbe particolare fortuna nel Basso Medioevo il Capitanato di Castua posto sotto la signoria dei conti duinati, inizialmente vassalli del vescovo di Pola che aveva giurisdizione su quest'area, in seguito (1399) sotto la signoria dei conti Walsee (entrambe famiglie di origine tedesca). In età moderna, per un lungo periodo, governò su Castua (come sulla vicina Fiume) la Compagnia di Gesù.
A partire dalla seconda metà del XIX secolo a Castua si sviluppò tra la popolazione croata una sempre più fervida attività culturale e politica, di stampo patriottico e nazionale, sostenuta ed incentivata anche dal locale clero, che portò alla conquista della maggioranza nell'amministrazione comunale ed all'apertura di diversi tra circoli, associazioni, gabinetti e sale di lettura che determinarono un forte sviluppo della coscienza nazionale tra i croatofoni. Prova ne è che diversi tra i deputati del partito croato eletti alla Dieta della Contea istriana, durante il periodo absburgico, provenivano proprio da Castua.
A Castua venne aperta nel 1866 la prima sala di lettura croata dell'Istria.
La città appartenne, fino al termine della prima guerra mondiale, come comune confinario, al Margraviato d'Istria dell'Impero d'Austria, inserito nel distretto giudiziario e amministrativo di Volosca-Abbazia.
In seguito alla prima guerra mondiale, nonostante fosse inizialmente prevista la sua annessione al Regno d'Italia e fosse già stata inglobata da questo nei propri territori di amministrazione militare, con il trattato di Rapallo del 1920 fu assegnata al Regno SHS ed a questi rimase anche dopo l'annessione italiana di Fiume nel 1924 (trattato di Roma), ma venne annessa all' Italia dopo l'invasione nazifascista della Jugoslavia del 1941 e inglobata nella provincia di Fiume.

## Società

### Evoluzione demografica
Abitanti censiti

### La minoranza autoctona italiana
È presente una comunità di italiani autoctoni che rappresentano una minoranza residuale di quelle popolazioni italofone che abitarono per secoli la penisola dell'Istria e le coste e le isole del Quarnaro e della Dalmazia, territori che appartennero alla Repubblica di Venezia.
Gli italiani hanno sempre costituito una componente minima della popolazione cittadina: l'italiano era utilizzato in alcuni documenti comunali, parallelamente al latino. Si è conservato peraltro un antico Statuto di Castua del XV secolo, redatto in glagolitico.
Nei discussi censimenti austriaci del 1880, 1890, 1900 e 1910 gli abitanti di Castua - escluse le frazioni - che utilizzano come lingua d'uso l'italiano risultano rispettivamente zero, uno, zero e nove. Al censimento del 2011 si sono dichiarati di madrelingua italiana nell'intero territorio comunale 99 cittadini (pari allo 0,95% del totale). 
Nel censimento del 2001 vi erano inoltre tre cittadini dichiaratisi "vlasi" (istro-rumeni), gli unici di tutta la Regione Litoraneo-Montana.

### Lingue e dialetti
| %      | Ripartizione linguistica (gruppi principali) |
| ------ | -------------------------------------------- |
| 0,58%  | madrelingua bosniaca                         |
| 95,23% | madrelingua croata                           |
| 0,79%  | madrelingua italiana                         |
| 1,04%  | madrelingua albanese                         |
| 0,69%  | madrelingua serba                            |

## Geografia antropica

### Località
Il comune di Castua è diviso in 6 insediamenti di seguito elencati. Tra parentesi il nome in lingua italiana, a volte desueto.
- Brnčići (Bercici), 1 231 abitanti
- Ćikovići (Cicovici), 3.089
- Kastav (Castua), 2.037, sede comunale
- Rubeši (Rubessi), 1.722
- Spinčići (Spincici), 876
- Trinajstići (Trinaistici), 490